# Mai Matsumuro
Mai Matsumuro (松室 麻衣 Matsumuro Mai?) (10 de junio de 1983, Nakatsu, Prefectura de Oita, Japón) es una cantante japonesa, y exlíder de la banda Dream.
La cantante en el 2002 tras el lanzamiento de eternal dream, se despide de sus compañeras para continuar sus estudios. Mai fue despedida del sello Avex Trax tras nunca llegar a un acuerdo sobre una posible carrera en solitario, pero la joven siguió estudiando, y a la vez componiendo nueva música en su piano.
En septiembre del 2005 fueron abiertos su página y blog oficiales, con los que su regreso a la música se venía próximo. Poco después de firmar un contrato para modelar para la empresa Timerobe, el 21 de junio del 2006 la cantante debutaba como solista lanzando su primer sencillo virtual a través de iTunes titulado Destiny / LOVE-1.

## Perfil
- Tipo de sangre：A
- Hobby: tocar el piano, caminar
- Deporte favorito: Natación, baloncesto y boxeo (para ver)
- Lectura: revistas de moda
- Persona que respeta: Ayumi Hamasaki
- Comida favorita: Arándanos y Frambuesas
- Película favorita: Dancer in the Dark
- Artista favorito: Ayumi Hamasaki, Every Little Thing
- Influencia musical: Música clásica
- Estilo musical: J-Pop

## Discografía

### Sencillos
- Destiny / LOVE-1 (lanzamiento exclusivo de iTunes Music Store)